# Fossilworks
Fossilworks je web portal koji nudi alate za pretragu, preuzimanje i analizu podataka kako bi se olakšao pristup Paleobiology Databaseu, veliko relacijskoj bazi podataka koja je nastala doprinosima stotina paleontologa iz cijeloga svijeta.

## Povijest
Fossilworks je stvorio John Alroy sa Sveučilišta Macquarie 2013. godine. Fossilworks sadrži mnoge alate za analizu i vizualizaciju podataka koji su prethodno bili uključeni u Paleobiology Database.

## Vanjske poveznice
- Službena web-stranica  Arhivirana inačica izvorne stranice od 31. srpnja 2014. (Wayback Machine)